# Clover (meg rockの曲)
「clover」（クローバー）は、meg rockの2作目のシングル。2005年11月9日にMellow Headから発売された。

## 概要
- 前作「ベビーローテンション」から約9ヶ月ぶりのリリース。
- CDジャケットは、リバーシブル仕様になっている。
- 表題曲「clover」は、テレビアニメ『SoltyRei』のオープニングテーマとして使用された。また、カップリング曲の「wish」は、同アニメの挿入歌として使用された。

## 収録曲
全作詞・作曲：meg rock、編曲：加藤大祐
1. clover [4:24]
2. wish [4:46]
3. clover / it's-your-turn-mix
4. wish / it's-your-turn-mix

## タイアップ
| 曲名   | タイアップ                                 |
| ------ | ------------------------------------------ |
| clover | テレビアニメ『SoltyRei』オープニングテーマ |
| wish   | テレビアニメ『SoltyRei』第23話挿入歌       |